# Эдвульф I (король Нортумбрии)
Эдвульф I (Эадвульф I; англ. Eadwulf I; умер в 717) — король Нортумбрии в 704—705 годах.

## Биография
На момент смерти Элдфрита в конце 704 года его сын Осред был ещё очень молод, поэтому знатный англосакс Эдвульф провозгласил себя правителем Нортумбрии. Возможно, он был отпрыском какой-то побочной ветви королевского рода Идингов и имел некоторые права на престол. Эдвульф пользовался поддержкой жителей Дейры, однако вскоре вступил в конфликт с влиятельным, но на то время находившимся в опале епископом Йорка Вильфридом. В ответ тот объявил себя приверженцем восьмилетнего Осреда. Поддержали епископа и тётя сына Элдфрита, аббатиса Уитби Эльфледа, и элдормен Бертфрит, от имени нортумбрийских королей управлявший землями на границе с Пиктией. Хотя Эдвульф I два месяца осаждал Осреда в крепости Бамбург, он так и не смог её захватить. Когда же сюда с войском сторонников Осреда прибыл Бертфрит, Эдвульф потерпел поражение в сражении и в феврале или марте 705 года был вынужден бежать в Дал Риаду. После этого на престол Нортумбрии был возведён Осред, а Эдвульф никогда больше не претендовал на власть над королевством.
В «Анналах Ульстера» сообщается о смерти Эдвульфа в 717 году. До этих пор он находился в изгнании в Дал Риаде или у пиктов. Его сын Эрнвин был убит в 740 году по приказу короля Нортумбрии Эдберта. Эрдвульф, праправнук Эдвульфа, и его сын Энред были королями Нортумбрии в более позднее время.